# Charles Nicolas d'Anthouard de Vraincourt
Charles Nicolas d'Anthouard de Vraincourt (ou Danthouard), né le 7 avril 1773 à Verdun, mort le 14 mars 1852 à Paris, est un général français du Premier Empire.

## Biographie
Sa famille appartient à la noblesse française. Son grand-père fut aide de camp général du roi de Suède Charles XII. Son père, ancien capitaine au régiment de Picardie, le fit admettre, le 1er septembre 1787, à l'École militaire de Pont-à-Mousson, en qualité de cadet gentilhomme. En 1789 il entra élève au corps royal d'artillerie, et devint, le 1er septembre, lieutenant à la suite dans le corps des mineurs. Le 30 juillet 1790, nommé lieutenant en second au 3e régiment d'artillerie, ci-devant régiment de Besançon artillerie, lieutenant en premier au 4e de la même arme, ci-devant Grenoble, il passa capitaine le 18 mai 1792, et remplit, pendant la campagne de cette année, les fonctions d'adjoint du parc à l'armée du Midi.
Au siège de Genève que fit l'armée des Alpes, il commanda l'artillerie, et l'année suivante, devant Lyon, il dirigea les travaux de siège. Dans cette circonstance, il reçut une blessure assez grave, sans cependant nécessiter une cessation, même momentanée, de service.
En l'an II, il retourna à l'armée des Alpes, où le général Dumas le nomma sous-directeur des parcs. Kellermann, qui remplaça Dumas en l'an II, envoya le jeune Danthouard prendre la direction de la manufacture d'armes de Chambéry, et commander le dépôt d'artillerie de cette ville.
Le même général le choisit en l'an V pour son chef d'état-major, emploi qu'il quitta quelque temps après pour rejoindre l'armée d'Italie, à laquelle il servit jusqu'au traité de Campo-Formio le 26 vendémiaire an VI (18 octobre 1797).
Le 30 floréal suivant, il accompagna le général en chef Bonaparte en Égypte. De cette expédition date la fortune militaire de M. Danthouard. Il se distingua au siège de Malte et à la prise d'Alexandrie. Chargé de diriger les éclaireurs de l'aile droite de l'armée marchant sur Le Caire, il s'en acquitta avec beaucoup d'intelligence et de succès.
Sa conduite à la bataille des Pyramides lui mérita le grade de chef de bataillon, que le général en chef lui conféra le même jour. Lorsque l'armée eut pris possession du Caire, M. Danthouard devint directeur de l'artillerie de cette place. Attaché pendant la campagne de Syrie à la division du général Lannes, il déploya, aux sièges d'El-Arich, de Jaffa et de Saint-Jean-d'Acre, des talents de premier ordre.
Après la retraite, il fit partie d'un corps envoyé sur les côtes afin de s'opposer au débarquement des troupes turques. Un jour, suivi seulement de 50 hommes, il s'était écarté du centre de l'armée, 3 000 Arabes l'attaquèrent : ce ne fut qu'en faisant des prodiges de valeur que lui et 12 des soldats français parvinrent à se dégager.
Kléber le nomma, en messidor an VIII, chef de brigade et Menou, en l'an IX, lui confia la direction de l'artillerie et des parcs d'Alexandrie ; il la conserva pendant la durée du siège de cette place. L'arsenal et les magasins qu'il fit construire dans cette ville servaient encore au XIXe siècle à la marine de Méhémet-Ali.
Au retour en France des débris de l'armée d'Orient, au commencement de l'an X, M. Danthouard fut nommé colonel du 1er régiment d'artillerie à cheval le 1er frimaire. Il se rendit à l'armée d'Italie, que Murat commandait alors. Il se trouvait à Plaisance sous les ordres du général Jourdan, quand, le 19 frimaire an XII, le premier Consul le comprit dans la promotion de la Légion d'honneur de ce jour, et lorsque, le 25 prairial suivant, il le fit officier de l'ordre.
En l'an XII, ayant passé sous le commandement du vice-roi Eugène de Beauharnais, ce prince l'attacha à sa personne, le 17 prairial, en qualité de premier aide de camp, et lui confia, dans son cabinet particulier, le travail relatif aux armées de terre et de mer, aux écoles militaires, aux ponts et chaussées. C'est par son influence, et conformément à ses plans, que furent établis une école vétérinaire, un haras, une fonderie de canons, une manufacture d'armes. Nommé inspecteur des Pages, il forma pour eux une école d'instruction qui a fourni à l'armée des sujets excellents. Enfin, telle était l'estime que le vice-roi portait à M. Danthouard, qu'il le choisit pour l'accompagner à Munich, et assister à son mariage avec une princesse de Bavière.
Le 11 février 1806, l'Empereur l'éleva au grade de général de brigade ; il le fit chevalier de la Couronne de fer à peu près vers la même époque. Napoléon Ier l'envoya, quelques mois plus tard, prendre possession de la Dalmatie, acquise à la France par le traité de Presbourg le 26 décembre 1805 ; il rédigea sur ce pays et sur ses communications avec la Turquie, un mémoire dont l'Empereur se montra satisfait. Il fit ensuite à la Grande Armée la campagne de 1807.
L'habileté avec laquelle il dirigea ses batteries au siège de Dantzig lui valut, le 4 juillet, la croix de commandeur de la Légion d'honneur, et d'être appelé auprès de Napoléon pour y remplir les fonctions d'aide-de-camp, mais le vice-roi ayant fait observer à l'Empereur qu'il lui était indispensable, il retourna à Milan.
En 1808, il inspecta les troupes des États romains, les licencia et les incorpora dans les corps du royaume d'Italie. Ensuite, il s'occupa de la réorganisation de l'armée et de l'amélioration des divers services. La guerre vint encore, en 1809, l'arracher à ses travaux.
Il fit, sous les ordres du prince Eugène de Beauharnais, la campagne d'Allemagne, pendant laquelle il se distingua principalement le 14 juin, à la bataille de Raab, où il eut la main fracassée, et à celle de Wagram. L'armistice de Znaïm le 12 juillet 1809 ayant suspendu les hostilités, il eut la mission de reconnaître les positions militaires des frontières de la Hongrie et de la Croatie.
À son retour, il reçut le titre de comte de l'Empire, et un décret du 21 juin 1810 le nomma général de division ; puis il fut chargé, avec les commissaires autrichiens et bavarois, de fixer les limites du royaume d'Italie du côté du Tyrol.
Fait commandeur de l'Ordre de la Couronne de fer le 20 avril 1811, il commanda en chef l'artillerie de l'armée du vice-roi d'Italie, et, en 1812, il eut sous ses ordres celle du 4e corps de la grande armée. Il assista aux principales affaires de la campagne de Russie.
Blessé pendant la retraite par un boulet qui lui enleva les chairs de la cuisse, on le plaça sur un mauvais cheval de cantinier et, privé de secours et souvent prêt à périr de faim et de froid, il atteignit la ville de Thorn, où régnaient des fièvres typhoïdes qui mirent ses jours en danger. La vigueur de sa constitution le sauva ; toutefois, il se trouva dans l'impossibilité d'accepter, l'année suivante, la direction des équipages de pont que l'Empereur lui avait conférée en remplacement du général Éblé. Quelques mois de séjour aux bains d'Albano ayant entièrement rétabli ses forces, il se rendit dans les provinces illyriennes, dont Napoléon l'avait nommé gouverneur général le 16 juillet 1813. Mais l'Autriche s'étant déclarée contre la France, il prit le commandement de l'aile gauche de l'armée d'Italie ; et lorsque Murat, qui venait d'entrer dans la coalition, marcha sur Parme et Plaisance, le Vice-Roi donna le commandement de ces deux villes au général Danthouard, qui ne le conserva que peu de temps, les succès rapides de l'ennemi dans le Nord ayant fixé le sort de la Péninsule avant qu'il se fût passé rien de décisif dans le Midi de l'Europe.
À la chute de l'Empire, le général Danthouard adhéra aux résolutions du Sénat conservateur relatives à la déchéance de Napoléon et au rappel des Bourbons, se rendit à Paris, et fut chargé, en juillet, de l'inspection des places de Metz et de Mézières.
Le 8 du même mois, le roi le fit chevalier de Saint-Louis, et, le 29, grand officier de la Legion-d'Honneur. Au mois de mars 1815, il inspecta toutes les places de l'Est au nom de l'Empereur.
En 1816, il présida, le 4 avril, le conseil de guerre devant lequel comparut le général Drouot, et fit partie, le 30 septembre, de celui qui jugea le général Delaborde ; mais il se trouva heureux d'avoir à prononcer l'acquittement du premier et de contribuer de tout son pouvoir à faire adopter par ses collègues le moyen qui sauva la tête du second.
Une ordonnance du 4 septembre 1816, sur l'organisation de l'École polytechnique, permettant le renouvellement annuel des conseils de perfectionnement et d'inspection, il fut nommé, en mars 1820, membre de l'un et l'autre de ces conseils.
Le 22 avril suivant, il entra au comité spécial et consultatif de l'artillerie pour la session de l'année. Deux ans après (mai 1822), les électeurs de la Meuse l'envoyèrent à la Chambre des députés. Il siégea au centre gauche et ne se fit remarquer que dans les comités. Il ne fut pas réélu.
La révolution de Juillet 1830 obtint ses sympathies. Le 31 août 1830, le nouveau roi le nomma membre de la commission chargée d'examiner la situation de l'École polytechnique, et de proposer les moyens convenables pour en améliorer l'organisation et les études.
Le 1er mai 1831, il reçut le grand cordon de la Légion d'honneur, et, le 19 novembre, il devint pair de France.
M. Danthouard, pendant la session de cette même année, prit souvent la parole. Dans la discussion relative au projet de loi sur l'avancement de l'armée, il proposa plusieurs amendements empreints d'un esprit de justice, et qui décelaient des connaissances profondes en matière d'organisation militaire. Aussi, le public accueillit-il avec faveur, en 1832, sa nomination de président du comité d'artillerie. Atteint, à cette époque, d'une maladie grave qui mit ses jours en danger, il ne reparut à la tribune de la Chambre des pairs que le 5 mars 1838, comme rapporteur de la commission chargée de l'examen d'une loi relative à l'acquisition, par voie d'échange, de la manufacture d'armes de Saint-Étienne.
Dans la séance du 13 juin, il demanda, mais sans succès, une loi sur l'état-major de l'armée. À cette époque, n'étant âgé que de soixante-cinq ans, il fut maintenu dans le cadre d'activité, et, par ordonnance du 3 août 1839, il entra dans la première section du cadre de l'état-major général de l'armée, où une ordonnance du 13 avril 1841 le conserva, puisqu'il se trouvait dans la catégorie des officiers généraux ayant commandé en chef. Il a depuis été mis à la retraite.

## Carrière en bref

### État de services
- Cadet gentilhomme à l'École militaire de Pont-à-Mousson le 1er septembre 1787 ;
- Élève au corps royal d'artillerie (1789) ;
- Sous-lieutenant le 1er septembre 1789 ;
- Lieutenant à la suite dans le Corps des mineurs le 30 juillet 1790 ;
- Lieutenant en second au 3e régiment d'artillerie, ci-devant régiment de Besançon.
- Capitaine le 18 mai 1792 ;
- Chef de bataillon, nommé sur le champ de bataille (en fait le surlendemain) de l’affaire des Pyramides (Campagne d'Égypte) le 23 juillet 1798.
- Commandant de l’artillerie de la division du général Lannes en 1799 ;
- Directeur de l’artillerie à Alexandrie en 1799 ;
- Chef de brigade le 5 juillet 1800 ;
- Commandant du 1er régiment d’artillerie à cheval en 1801 ;
- Premier aide de camp du Prince Eugène, vice-roi d’Italie (6 juin 1805 - 1810) ;
- Général de brigade le 11 février 1806 ;
- Commissaire extraordinaire en 1806 chargé de prendre possession de la Dalmatie (intégrée royaume d'Italie depuis 1805) selon les conventions stipulées dans le Traité de Schönbrunn de 1805 ;
- Employé au 10e corps de la Grande Armée le 4 juillet 1808 ;
- Inspecteur des troupes des États romains (1808-1809) ;
- Général de division le 21 juin 1810 ;
- Commissaire en 1810 pour la démarcation des frontières que le nouveau traité de paix avec l’Autriche avait assignées, dans le Tyrol, entre le royaume d'Italie, les Provinces illyriennes et le royaume de Bavière ;
- Commandant des Provinces illyriennes (1810 - 20 avril 1811) ;
- Commandant en chef de l’artillerie du Corps d’observation d’Italie (20 avril 1811 - 20 août 1811) ;
- Inspecteur des côtes de Livourne et de Rome (20 août 1811 -1er avril 1812) ;
- Commandant de l’artillerie du 4e corps de la Grande Armée (1er avril 1812 - 7 avril 1813) ;
- Mis en congé le 7 avril 1813 ;
- Commandant de l'artillerie du corps d'observation de l'Adige (16 mai 1813 - 16 juillet 1813) ;
- Gouverneur général des Provinces illyriennes le 16 mai 1813 ;
- Gouverneur de Parme, et de Plaisance (royaume d'Italie) en 1814 ;
- Inspecteur général de l’artillerie (21 juin 1814 - 10 février 1815) ;
- Membre du Comité central et spécial d’artillerie, près du ministère de la Guerre (10 février 1815 - septembre 1818) ;
- Inspecteur général de l’artillerie dans les places de l’Est en mars 1815 ;
- Président des Conseils de guerre qui jugèrent les généraux Antoine Drouot et Delaborde en 1816 ;
- Inspecteur général de l'artillerie de la 7e division militaire (septembre 1818 - 31 mars 1820) ;
- Membre des Conseils de perfectionnement et d'inspection de l'École polytechnique (31 mars 1820 - 22 avril 1820) ;
- Membre du Comité spécial et consultatif de l'artillerie (22 avril 1820 - 16 mars 1822) ;
- Mis en disponibilité (16 mars 1822 - 2 juin 1830) ;
- Inspecteur général de l'artillerie (2 juin 1830 - 8 septembre 1830) ;
- Président du Comité d'artillerie (8 septembre 1830 - 13 mai 1833) ;
- Membre de la Commission mixte pour l'examen du règlement sur le service des troupes en campagne (13 mai 1833 - 29 octobre 1834) ;
- Membre du Comité d'Artillerie (29 octobre 1834 - 1er janvier 1836) ;
- Président du Comité consultatif de l'artillerie (1er janvier 1836 - 19 avril 1841) ;
- Mis en disponibilité (19 avril 1841 - 17 avril 1848) ;
- Admis en retraite le 17 avril 1848 ;
- Remis en activité le 28 septembre 1849 ;
- Placé dans la section de réserve du cadre de l’état-major général de l’armée (1er octobre 1849 - jusqu’à sa mort survenue le 14 mars 1852).

### Campagnes
- Armée des Alpes puis Armée d’Italie (1792 - traité de Campo-Formio le 17 octobre 1797) :
  - Il est présent au siège de Genève ;
- Employé dans l’armée expéditionnaire d’Égypte (1798) :
  - Participe à la prise de Malte ;
- Expédition de Syrie (1799) ;
  - Sert aux sièges d'El-Arich, de Jaffa et de Saint-Jean-d'Acre ;
- Dalmatie (1806) ;
- Grande Armée (1807) lors des campagnes de Prusse (1806) et de Pologne (1807) :
  - Sert au sièges de Dantzig (1807) et de Graudenz ;
- Armée d’Italie (1809) :
  - Sert en Autriche (1809) et en Hongrie, sous les ordres du prince Eugène ; se trouva aux différents combats et aux batailles que livra cette armée, et se distingua particulièrement aux batailles de Raab et de Wagram ;
- Campagne de Russie (1812) :
  - Se trouve à Ostrovno, Vitepsk, Smolensk, Ghiat, la Moskova, Maloyaroslavets, Viazma et Dorogobouj ;
- Campagne de Saxe (1813) ;
- Employé au royaume d'Italie en 1814 où il se fit encore remarquer.

### Faits d'armes
- Sa conduite à la bataille des Pyramides lui fit obtenir le grade de chef de bataillon ;
- En Égypte, le chef de bataillon Danthouard, commandant 50 hommes, s'était écarté du centre de l'armée : 3 000 Arabes l'attaquèrent : ce ne fut qu'en faisant des prodiges de valeur que lui et 12 des soldats français parvinrent à se dégager ;
- À Dantzig (1807), il se distingue par l’habilité avec laquelle il dirigea, de concert avec le général Lamartinière, les batteries dirigées contre cet important port fortifié.

### Blessures
- Il reçut une blessure assez grave durant le siège de Lyon, mais qui ne l’empêcha de poursuivre le service ;
- Blessé de trois coups de feu, sur les côtes de l’Égypte, en 1799 ;
- Reçoit un coup de feu à la bataille de Raab le 14 juin et a la main fracassée ;
- Blessé gravement d’un coup de boulet à la cuisse, lors de la funeste retraite de Moscou le 5 novembre 1812.

## Décorations
- Légion d'honneur :
  - Légionnaire à la création de l’ordre (19 mai 1802) ;
  - Officier par décret du Premier Consul en date du 26 prairial an XII (14 juin 1804) ;
  - Commandant par décret impérial du 11 juillet 1807 ;
  - Grand officier de la Légion d’honneur par ordonnance du 29 juillet 1814 ;
  - Grand-croix de la Légion d'honneur par décret du 1er mai 1831 ;
- Ordre royal et militaire de Saint-Louis :
  - Chevalier de Saint-Louis par ordonnance du 8 juillet 1814 ;
- Ordre de la Couronne de Fer :
  - Chevalier de l’Ordre de la Couronne de Fer en 1806 ;
  - Commandeur de l’Ordre de la Couronne de Fer en septembre 1813.

## Titres
- Comte de l'Empire par lettres patentes du 15 août 1809.

## Hommage, honneurs, mentions
- Le nom de DANTHOUARD est gravé au côté Sud, 21e colonne de l’arc de triomphe de l’Étoile, à Paris.

## Autres fonctions
- Député du département de la Meuse (de tendance centre gauche), du 16 mai 1822 au 25 février 1824.
- Crée pair de France le 19 novembre 1831 par la monarchie de Juillet.

## Armoiries
| Figure | Blasonnement |
|        | Armes de Charles Nicolas d'Anthouard de Vraincourt sous l'Ancien Régime : Coupé: au 1, d'azur, à la fasce d'argent, chargée de trois roses de gueules ; au 2, d'or, à trois écrevisses de gueules, posées en pals, rangées en fasce. |
|        | Armes de Charles Nicolas d'Anthouard de Vraincourt, Comte de l'Empire : Écartelé : au I, du quartier des comtes militaires de l'Empire ; au II, coupé : a) de gueules, b) d'azur à trois roses d’or rangées en fasce ; au III, d’or à la pyramide de sable, surmontée d’une étoile d’azur ; au IV, d’or à trois écrevisses de gueules posées en pal et rangées en fasce. Toque de comte de l'Empire, insignes de Commandant de la Légion d’honneur et de commandeur de l’ordre de la Couronne de Fer |
|        | Armes de Charles Nicolas d'Anthouard de Vraincourt sous la monarchie de Juillet : Écartelé : aux 1 et 4, d'or, à trois écrevisses de gueules, posées en pals, rangées en fasce ; au 2, coupé, de gueules plein, sur azur à trois roses rangées d'or; au 3, d'or, à une pyramide de sable, surmontée d'une étoile d'azur. Couronne et manteau de comte-pair, insignes de grand-croix de la Légion d'honneur.                                                                                          |

## Pour approfondir